# Tetra-cobre
O Tetra-cobre (Hasemania nana) é um peixe nativo do Brasil. Os machos dessa espécie possuem uma cor de cobre, já as fêmeas são mais pálidas. Se diferencia dos demais tetras pela falta de uma segunda barbatana dorsal.
É uma das espécies nativas da bacia do rio São Francisco.